# Eurybia caerulescens
Eurybia caerulescens is een vlindersoort uit de familie van de prachtvlinders (Riodinidae), onderfamilie Riodininae.
Eurybia caerulescens werd in 1904 beschreven door H. Druce.